# Facharzt für Humangenetik
Facharzt für Humangenetik, auch Humangenetiker/Humangenetikerin, ist in Deutschland die offizielle Bezeichnung für einen Facharzt, der sich auf die ärztliche Tätigkeit im Gebiet Humangenetik spezialisiert hat.

## Gebiet Humangenetik
Das Gebiet Humangenetik umfasst nach der Definition der deutschen Weiterbildungsordnung für Ärztinnen und Ärzte von 2018 die Aufklärung, Erkennung und Behandlung genetisch bedingter und mitbedingter Erkrankungen einschließlich der humangenetischen Beratung von Patienten, Ratsuchenden und ihren Familien sowie den in der Gesundheitsversorgung tätigen Ärzten.

## Facharzt-Weiterbildung
Um in Deutschland als Humangenetiker tätig werden zu können, muss nach dem Abschluss eines Medizinstudiums und erteilter Approbation als Arzt eine mindestens fünfjährige Weiterbildung im Gebiet Humangenetik mit Erfolg absolviert worden sein. Die Berechtigung zur Führung einer Facharzt- oder Zusatzbezeichnung wird nach einer mündlichen Prüfung von der zuständigen Landesärztekammer erteilt.
Die Weiterbildung muss an zugelassenen Weiterbildungsstätten absolviert werden: mindestens
- 60 Monate Humangenetik. Davon müssen abgeleistet werden:
- 30 Monate in der humangenetischen Patientenversorgung
- 12 Monate in anderen Gebieten der unmittelbaren Patientenversorgung
- 12 Monate im molekulargenetischen Labor und

• 6 Monate im zytogenetischen Labor. 
Bei der Anmeldung zur Weiterbildungsprüfung müssen der zuständigen Ärztekammer sämtliche Nachweise über die erfüllten Mindestanforderungen vorgelegt werden. Dazu gehören auch die Logbuch-Dokumentationen über alle durch die MWBO vorgegebenen Inhalte der Weiterbildung. Zur Weiterbildungsprüfung muss man darlegen, dass man über die entsprechenden Kenntnisse, Erfahrungen und Fertigkeiten im Fach verfügt.

### Inhalte der Weiterbildung
Zur Weiterbildungsprüfung muss dargelegt werden können, dass man Kenntnisse, Erfahrungen und Fertigkeiten unter anderem in folgenden Bereichen erlangt hat:
- Chromosomenaberrationen
  - Prinzipien der Therapie genetisch bedingter Erkrankungen
- Humangenetische Beratung
  - Berechnung von Erkrankungs- und Vererbungswahrscheinlichkeiten
  - Indikationsstellung zur genetischen Diagnostik
- Beratung bei pränataler Diagnostik
- Syndromologie
- Stoffwechselkrankheiten und endokrine Störungen
- Erkrankungen von Haut, Haaren, Zähnen und Bindegewebe
- Neurologische und neuromuskuläre Erkrankungen sowie Muskelerkrankungen
- Krankheiten der Niere und der ableitenden Harnwege
- Krankheiten von Auge und Ohr
- Erkrankungen des Herzens und der Gefäße
- Erkrankungen des Blutes
- Tumorerkrankungen
- Infertilität/Aborte
- Diagnostische zytogenetische Verfahren
- Diagnostische molekulargenetische Verfahren
- Klinische Genomanalytik

Die Inhalte der Musterweiterbildungsordnung sind allerdings nur eine Empfehlung für die rechtsverbindlichen Weiterbildungsordnungen der Landesärztekammern, die hiervon abweichende Regelungen treffen können.

## Zusatz-Weiterbildungen
Fachärztinnen und -ärzte für Humangenetik haben die Möglichkeit, sich durch Zusatz-Weiterbildung weiter zu qualifizieren. Hierzu gehören die Zusatz-Weiterbildungen, die Fachärzten der Gebiete der unmittelbaren Patientenversorgung vorbehalten sind.